# Koliq
Koliq  (albanisch auch Koliqi, serbisch Колић Kolić) ist ein Dorf, das in der Gemeinde Pristina im Kosovo liegt.

## Geographie
Das Dorf liegt etwa 23 Kilometer nordöstlich der Hauptstadt Pristina und befindet sich in der gebirgigen Region Gollak. Im Norden grenzt Koliq an die Gemeinde Podujeva, etwa vier Kilometer nördlich des Dorfes befindet sich der Batllava-See.

## Geschichte
In Koliq wurden verschiedene Überreste aus der Spätantike gefunden. Sie sollen in die Liste der Kulturdenkmäler im Kosovo aufgenommen werden.
Auf dem Gebiet des heutigen Koliq befand sich früher ein Dorf, das in Quellen des 17. Jahrhunderts als Gilasi bezeichnet wird und eine römisch-katholische Bevölkerung aufwies. Die in Koliq bis heute erhaltenen Flurnamen Guri Glasit, Kisha e Glasit („Kirche von Glasi“) und Reka e Glasit zeugen von dieser ehemaligen Siedlung. Seit dem Mittelalter war in dem Dorf zudem eine deutsche beziehungsweise sächsische Bevölkerungsgruppe ansässig.
Während des Kosovokrieges verübten serbische Truppen im April 1999 ein Massaker in Koliq. 64 Menschen, welche sich gerade auf der Flucht aus dem Kosovo befanden, wurden mit ihren Fahrzeugen angehalten und am Wegesrand hingerichtet. Die Leichen konnten erst nach Ende des Krieges im Juni 1999 in einem anonymen Massenbegräbnis beigesetzt werden.

## Bevölkerung

### Ethnien
Bei der Volkszählung 2011 wurden für Koliq 466 Einwohner erfasst. Davon bezeichneten sich 464 als Albaner (99,57 %) und zwei gaben eine andere Ethnie an.
| Volkszählung | 1948 | 1953 | 1961 | 1971 | 1981 | 1991 | 2011 |
| ------------ | ---- | ---- | ---- | ---- | ---- | ---- | ---- |
| Einwohner    | 1576 | 1679 | 1736 | 1747 | 1622 | 1479 | 466  |

### Religion
2011 bekannten sich von den 466 Einwohnern 465 zum Islam und einer deklarierte sich als Katholik.